# Naszályi János
Naszályi János (Szász János, Adorjánháza (Veszprém megye), 1759. február 25. – Várpalota, 1823) református lelkész, egyházi író, költő.

## Élete
A közeli királyszabadjai algimnáziumban, majd Kecskeméten és Debrecenben tanult, ahol 1778. április 30-án lépett a felső osztályba; 1788. március 15-től szeptember 16-ig főiskolai senior volt; a teológiát is ott végezte; azután az utrechti egyetemre ment; itt avatták lelkésszé. Hazajővén, 1791-ben antalfai, 1795-ben tótvázsonyi pap lett, 1807-ben Palotára (Veszprém megye) vitték lelkésznek. Superintendenciális és traktuális assessor is volt.
Költeményt írt 1791. január 25-én a Napraforgó virág c. munka szerzőjéhez Veszprémben; egyházi beszédei jelentek meg a Prédikátori Tárház I-IV. köteteiben (Vácz, 1805).

## Munkái
- Amerika vagy az új világ feltalálásának historiája, Robertsonból és Kampéból az oskolás gyermekek számára kérdések- és feleletekbe foglalva. Pest. 1817.
- Keresztyéni szeretet, és értelembéli egyesség avagy azoknak az augustai és helvetziai vallástételt követő két felekezetű evangelikus keresztyéneknek lehető egyesüléseket tárgyazó értekezések. Veszprém, 1818.

### Kéziratban
- Agenda hoc est Sancti Ritus 1784. 8rét 177 lap (a debreczeni ev. ref. főiskola könyvtárában); Wehrenfelsnek értekezései és a Gelei-Katona-féle canonok.